# Freddie Shaffer and the Victory Sweethearts
Freddie Shaffer and the Victory Sweethearts war eine US-amerikanische Swing-Bigband, die 1938 gegründet wurde und – abgesehen von ihrem Leiter Freddie Shaffer – nur aus Frauen bestand.

## Bandgeschichte
Die Mädchen-Big Band Freddie Shaffer and the Victory Sweethearts wurde von dem aus Frankfort (Indiana) stammenden Musiker Freddie Shaffer gegründet. Dieser hatte zuvor in den Orchestern von Fred Waring und Paul Whiteman gespielt, bevor er nach Clinton County (Indiana) kam, um dort als Musikpädagoge zu arbeiten. Zum Höhepunkt der Bigband-Ära 1938 begann Shaffer mit 15 Mädchen, die um die 15 Jahre alt waren, als eine reine Mädchenband aufzutreten. Diese Bigband spielte zeitgenössischen Swing und bekam 1941 Gelegenheit als The Freddie Shaffer Band im lokalen Sender in Frankfort, dann bei der Radiostation WKMO in Kokomo zu spielen, von denen Mitschnitte existieren. Des Weiteren traten sie an Wochenenden in Clubs der Umgebung auf. Ihre zunehmende Bekanntheit führte zu dann Gastspielen in Colleges, Universitäten und in größeren Städten des Mittelwestens; Erkennungsmelodie war „Moonglow“.
Im Jahr 1942 erhielt die Band ein einwöchiges Engagement im Club Geneva On The Lake in Ohio, das so erfolgreich verlief, dass sie dort den ganzen Sommer über gastierten. Nach Kriegseintritt der USA traten sie im Rahmen der Truppenbetreuung auf USO-Veranstaltungen auf und tourten durch den Osten der USA, wo sie vor allem in Militärbasen der Armee spielten, nun unter ihrer neuen Bezeichnung Freddie Shaffer and the Victory Sweethearts. Nach Ende des Zweiten Weltkriegs und den USO-Tourneen verließen die Bandmitglieder nach und nach die Gruppe, meist um zu heiraten. Shaffer löste die Formation – mit dem nachlassenden Interesse an Bigbands – 1953 endgültig auf und kehrte nach Frankfort zurück, wo er 1956 im Alter von 53 Jahren verstarb.
Zu den Mitgliedern gehörten die Bassistin Lois „Maxine“ (Wright) DeLuca, die Saxophonistin Pat Wolff, die Posaunistin Mary Caroline Bennett und die Trompeterin Arthella Louise Phelps. Die 1999 verstorbene Pat Wolff verfasste über ihre Zeit in der Mädchenband die Autobiographie I Ran Away With An All-Girl Band.